# Президентские выборы в Верхней Вольте (1978)
Президентские выборы  состоялись в Верхней Вольте 14 мая 1978 года, второй тур прошел 28 мая. Это были первые в истории независимой Республики Верхняя Вольта многопартийные президентские выборы, на предыдущих выборах в 1965 году Морис Ямеого был единственным кандидатом. Действующий президент Сангуле Ламизана выдвинулся как независимый кандидат при поддержке Вольтийского демократического союза — Африканского демократического собрания. Ламизана занял первое место в первом туре, а затем победил во втором, набрав 56 % голосов избирателей при явке в 44 %.

## Предыстория
В 1966 году Морис Ямеого был отрешен от власти после всеобщей забастовки, требовавшей его отставки. Власть перешла к переходному военному правительству, которое возглавил Сангуле Ламизана. В 1970 году была принята новая конституция, позже пересмотренная на референдуме 1977 года. Первые парламентские выборы по новым законам состоялись 30 апреля 1978 года, президентские прошли двумя неделями позже.

## Результаты
|                                      | Кандидат                   | Партия                                              | Первый раунд | Первый раунд | Второй раунд | Второй раунд |
| Голоса                               | Кандидат                   | Партия                                              | %            | Голоса       | %            |              |
| ------------------------------------ | -------------------------- | --------------------------------------------------- | ------------ | ------------ | ------------ | ------------ |
|                                      | Сангуле Ламизана           | независимый                                         | 425 302      | 42,15        | 711 722      | 56,28        |
|                                      | Макайр Уэдраого            | Национальный союз в защиту демократии               | 254 465      | 25,22        | 552 954      | 43,72        |
|                                      | Жозеф Уэдраого             | Фронт против — Африканское демократическое собрание | 167,160      | 16,57        |              |              |
|                                      | Жозеф Ки-Зербо             | Вольтийский прогрессивный союз                      | 162 031      | 16,06        |              |              |
| Всего голосов                        | Всего голосов              | Всего голосов                                       | 1 008 958    | 100,00       | 1 264 676    | 100,00       |
| Недействительные бюллетени           | Недействительные бюллетени | Недействительные бюллетени                          | 19 695       | 1,91         | 18 870       | 1,47         |
| Всего бюллетеней                     | Всего бюллетеней           | Всего бюллетеней                                    | 1 028 653    | 100,00       | 1 283 546    | 100,00       |
| Избиратели / Явка                    | Избиратели / Явка          | Избиратели / Явка                                   | 2 924 785    | 35,17        | 2 947 527    | 43,55        |
| Источник: African Elections Database |                            |                                                     |              |              |              |              |